# Вильоне, Альдо
Альдо Вильоне (итал. Aldo Viglione; 11 сентября 1923, Мороццо — 1 декабря 1988, Монкальери) — итальянский адвокат и политик.

## Биография
Во время Второй мировой войны участвовал в Сопротивлении в Валле Песьо и был партизаном. Командовал партизанским формированием организации «Справедливость и свобода».
После войны занимался адвокатской деятельностью. Помимо профессии юриста, он посвятил себя политической деятельности. Он был избран муниципальным депутатом Бовеса и провинциальным депутатом Кунео от Социалистической партии Италии.
В 1973 году он был избран председателем Регионального совета Пьемонта, а в 1975 году был избран президентом Пьемонта благодаря поддержке Итальянской коммунистической партии. В 1983 году он вновь стал президентом Пьемонта, однако в этот раз уже при поддержке Христианско-демократической партии.
2 июня 1983 года Альдо был награждён орденом «За заслуги перед Итальянской Республикой».
В 1985 году он был вновь избран председателем областного совета четвёртого созыва и оставался на этом посту до дня своей смерти в 1988 году. Он активно содействовал борьбе с терроризмом, сотрудничая с Дином Санлоренцо и Дьего Новелли.
1 декабря 1988 года Альдо умер в автокатастрофе. Когда он ехал из Кунео на Fiat Croma, из-за сильного тумана врезался в грузовик недалеко от Турина.